# (13069) Umbertoeco
(13069) Umbertoeco est un astéroïde de la ceinture principale.

## Description
(13069) Umbertoeco est un astéroïde de la ceinture principale. Il fut découvert par Eric Walter Elst le 6 septembre 1991 à l'observatoire de Haute-Provence. Il présente une orbite caractérisée par un demi-grand axe de 2,37 UA, une excentricité de 0,248 et une inclinaison de 7,33° par rapport à l'écliptique.
Il fut nommé en hommage à Umberto Eco (1932-2016), philosophe et écrivain italien.

## Compléments